# Tom Jones (chanteur)
Pour les articles homonymes, voir Tom Jones.
Tom Jones est un chanteur et acteur britannique, né le 7 juin 1940 à Treforest (Pontypridd, pays de Galles).
Populaire durant les années 1960 et 1970 avec des titres tels It's Not Unusual, Thunderball, Delilah, She's a Lady et What's New Pussycat?, il connaît un regain de succès mondial en 1999, particulièrement en Europe avec Sex Bomb. Au cours de sa carrière, il vend plus de cent millions de disques. Élu artiste du millénaire par le magazine Rock & Folk en 1999, il est fait officier de l'ordre de l'Empire britannique en 1998 par la reine Élisabeth II, pour services rendus à la musique, puis il est anobli en 2005.

## Biographie

### Origines et débuts musicaux
Thomas John Woodward naît le 7 juin 1940 à Treforest, une localité minière située à côté du village de Pontypridd, dans le sud du pays de Galles. Il est le fils de Thomas John Woodward, un mineur de charbon, et de Freda Jones. Il a une sœur, Sheila, née en 1934. Très tôt, le jeune Tom manifeste une forte appétence pour la musique et commence à chanter dans des échoppes pour des clients ou devant les clubs féminins de Pontypridd en échange d'un peu d'argent de poche. Scolarisé à la Treforest Primary School, où il ne se montre pas très bon élève, il chante régulièrement devant ses camarades de classe et dans le chœur de l'école. Il se produit également lors des réunions de famille, laquelle l'encourage à persévérer dans la musique. Entré à la Treforest Secondary Modern School, il s'y distingue en chant et en dessin, mais aussi par son comportement perturbateur. Alors qu'il n'est âgé que de 12 ans, il contracte la tuberculose et demeure alité au domicile de ses parents pendant deux ans, période qu'il décrit comme « la pire » de sa vie. 
De retour à une vie normale en 1954, mais contraint de renoncer définitivement à la perspective de travailler à la mine comme son père, il découvre à cette époque le rock 'n' roll, en particulier Bill Haley, Jerry Lee Lewis et Elvis Presley, dont il écoute avec assiduité les chansons diffusées à la radio ; c'est alors que, sous l'impulsion de son entourage, il se met à envisager une carrière musicale. Durant son adolescence, lui et ses amis font partie d'une bande appelée les « Ponty Teds », avec laquelle le jeune homme adopte une attitude tapageuse, fume, boit et multiplie les esclandres. Quittant l'école à 15 ans sans aucun diplôme, il décroche un emploi dans une fabrique de gants de Pontypridd pour un salaire de 38 shillings par semaine. Il fréquente dans le même temps une amie d'enfance, Melinda Rose Trenchard, surnommée « Linda ». Cette dernière tombe rapidement enceinte de lui, ce qui est fraîchement accueilli par les familles respectives du jeune couple et pousse à l'organisation d'un mariage précoce afin de couper court aux rumeurs déplaisantes. Le 2 mars 1957, Thomas Woodward, âgé de 16 ans, épouse Linda Trenchard à Pontypridd. Un fils, Mark Stephen Woodward, naît un mois plus tard, le 11 avril 1957. 
Soucieux de pourvoir aux besoins de sa famille, Tom quitte la fabrique de gants pour un travail plus rémunérateur à la British Coated Board Paper Mill de Treforest. En parallèle, il chante le soir dans les pubs locaux devant une clientèle exclusivement masculine, s'accompagnant lui-même à la guitare. Il apparaît ensuite avec son groupe dans des clubs privés et prend d'abord le pseudonyme de Tommy Scott, lorsqu'il intègre un groupe nommé « The Senators ». Il est alors remarqué par Gordon Mills, chanteur du groupe The Viscounts, qui devient son agent en 1963. Sur une suggestion de Mills, il adopte en 1964 le nom de scène « Tom Jones », en référence au héros du film de Tony Richardson sorti l'année précédente, qui était une adaptation à l'écran du roman de 1749 de Henry Fielding.
Le premier contrat est signé en 1964 et les chansons écrites par Mills rencontrent un franc succès, en particulier It's Not Unusual (1965), le deuxième single de Jones, ainsi que What's New Pussycat?. Il interprète le titre Thunderball pour le film de la saga basée sur le personnage de James Bond, Opération Tonnerre. En 1966, il reçoit le Grammy Award du meilleur nouvel artiste. Sa voix chaude et puissante fait de lui un interprète de choix dans le registre pop et funk. Adoptant un style vestimentaire branché pour l'époque (pantalon moulant et chemise à col pelle à tarte), il met à profit sur scène son sex-appeal, déclenchant l'hystérie de ses fans (dont certaines n'hésitent pas à lancer leur culotte sur scène). En 1968, il interprète Silent Voices, version en anglais de La voce del silenzio (chanson présentée à la 18e édition du Festival de Sanremo, dans la performance de Tony Del Monaco et Dionne Warwick). En 1971, il interprète She's a Lady, chanson composée par Paul Anka, qui remporte un très grand succès.

### Carrière aux États-Unis

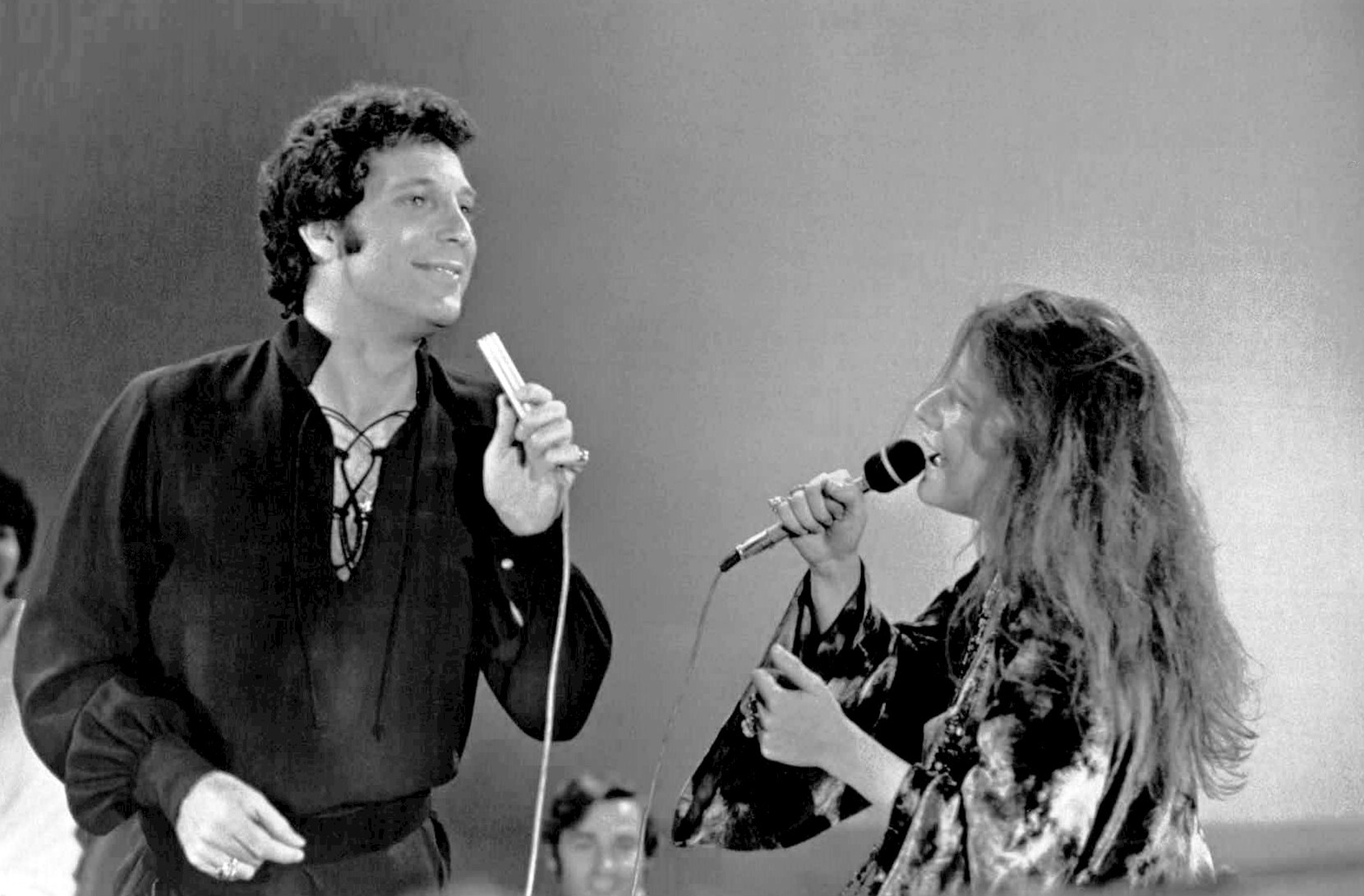
Tom Jones chantant en duo avec Janis Joplin lors d'une émission de This Is Tom Jones en 1969.

Tom Jones a une émission de télévision de variétés au succès international intitulée This Is Tom Jones de 1969 à 1971. L'émission, produite par ATV et qui aurait rapporté à Tom Jones 9 millions de dollars sur trois ans, est diffusée par ITV au Royaume-Uni et par ABC aux États-Unis. De 1980 à 1981, une seconde émission de télévision de variétés, appelée Tom Jones, est produite à Vancouver (Canada) et dure un total de 24 épisodes.
Il s'installe à Las Vegas dans les années 1970, où il donne nombre de concerts, faisant même, au zénith de sa carrière, vaciller Elvis Presley sous sa couronne de « King ». En 1979, il revient aux premières places des charts internationaux avec la reprise disco du tube Love Is in the Air de John Paul Young. Il continue à parcourir le monde au rythme de plus de 200 concerts par an et rencontre partout un véritable succès populaire. Sa carrière discographique se fait par contre plus discrète avec une série d'albums country qui ne rencontrent pas un très grand succès, même si quelques titres se classent très honorablement dans les charts américains.
Après la mort de son premier agent Gordon Mills en juillet 1986, ce qui marque profondément Tom Jones, son fils Mark reprend le management et donne une nouvelle impulsion à la carrière de son père. Ce dernier effectue ainsi une collaboration remarquée en 1988 avec Art of Noise, pour une reprise de Kiss de Prince. Le titre se classe numéro 1 dans les charts britanniques pendant plusieurs semaines. Tom Jones explore ainsi de nouveaux styles et sort un album dance assez remarqué The Lead and How to Swing It, dont plusieurs titres ont connu de beaux parcours dans les charts (If I Only Knew, I Wanna Get Back With You). En 1996, Tom Jones fait une apparition aussi remarquée que kitsch dans Mars Attacks! de Tim Burton, où il joue son propre rôle et chante son tube It's Not Unusual ; il participe également à la bande originale de The Full Monty de Peter Cattaneo, sorti en 1997. Il apparaît dans Agnes Browne (1999) et participe aux bandes originales de Kuzco, l'empereur mégalo (2000), et d'Intolérable Cruauté (2003).

### Retour en Europe

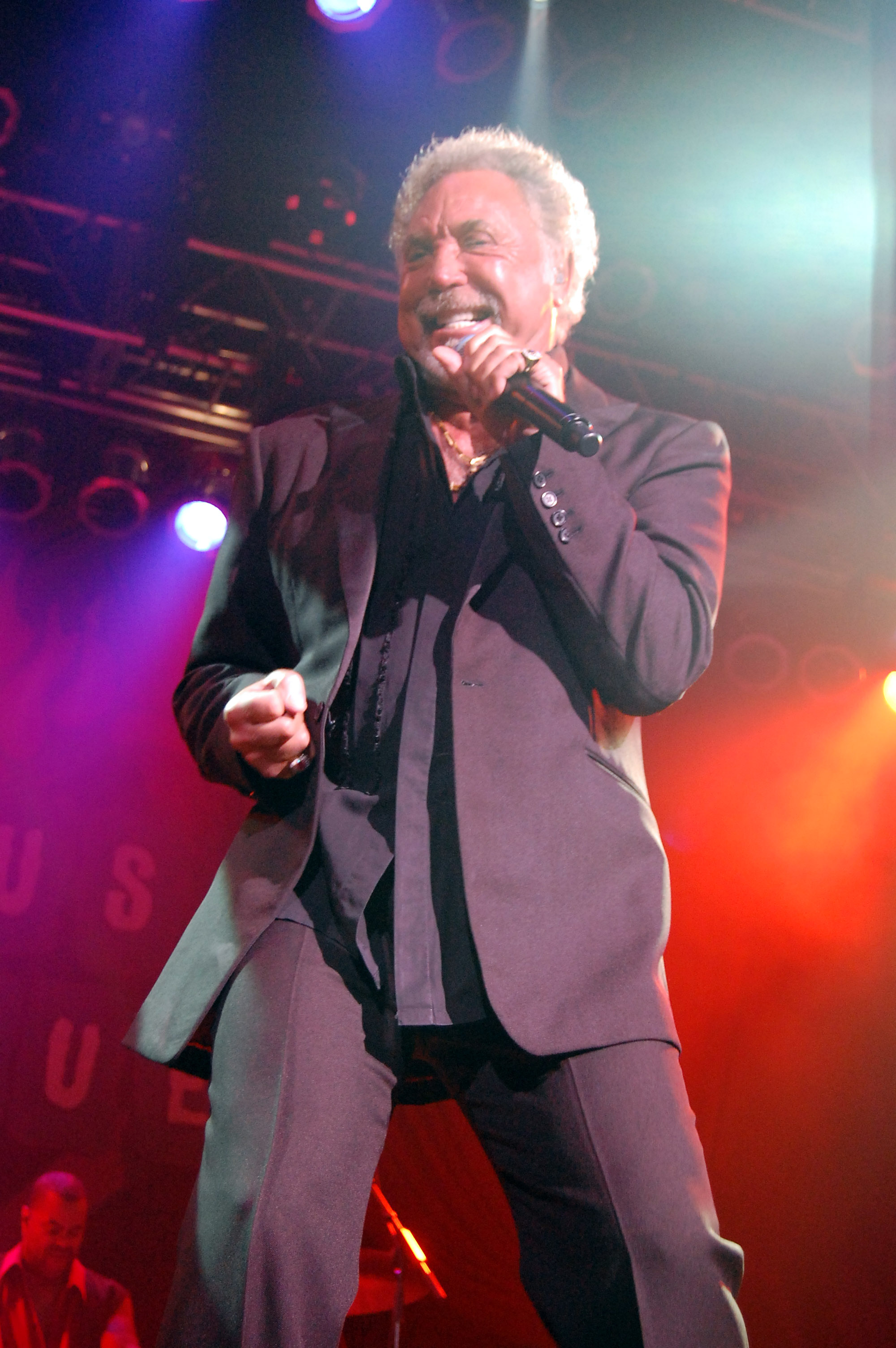
Tom Jones en concert en 2009.

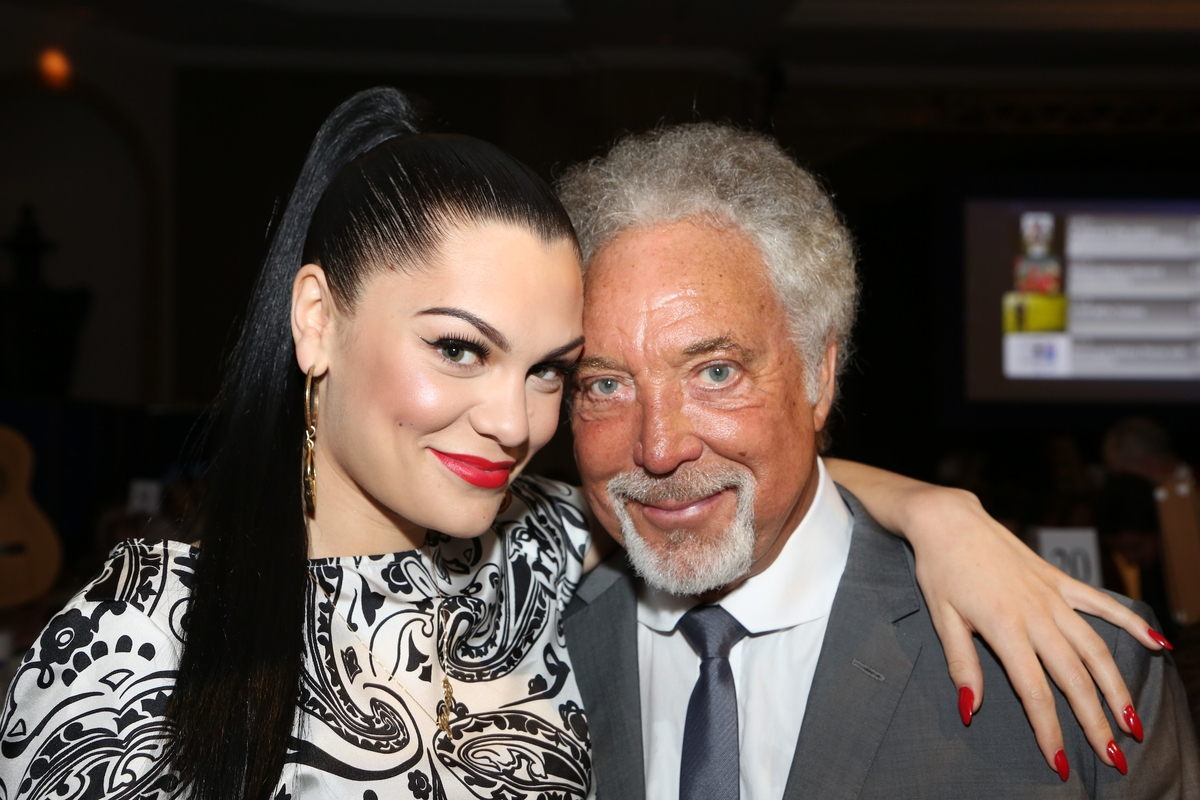
Jones en compagnie de Jessie J (2012).

En 1999, il sort un nouvel album, Reload. Le single Sex Bomb (une reprise de All American Girls de Sister Sledge), avec le disc jockey allemand Mousse T., est un tube, ramenant Tom Jones sur le devant des scènes internationales. Sa reprise de Never Tear Us Apart (INXS) en duo avec la chanteuse australienne Natalie Imbruglia sera aussi remarquée. Cet album fait découvrir Tom Jones à toute une nouvelle génération de fans.
Il est suivi en 2002 d'un album en collaboration avec Wyclef Jean : Mr Jones. L'album, aux couleurs hip-hop, déconcerte les fans de longue date et le succès est assez mitigé ; quelques chansons réussissent tout de même de beaux parcours dans les tubes européens (Black Betty, reprise de Leadbelly, notamment). Cet album est suivi en 2004 d'un projet, avec le pianiste britannique Jools Holland, de reprises de grands classiques du rock 'n' roll, du rhythm and blues, puis en 2006 d'un single en collaboration avec le groupe electro Chicane Stoned in Love, qui reste au Top 10 britannique pendant plusieurs semaines.
En 2008, il sort l'album 24 Hours publié par S-Curve Records, son premier album de chansons originales depuis plus de 15 ans. En mars 2009, Tom Jones est en tête des charts au Royaume-Uni pour la troisième fois de sa carrière, grâce à une reprise d'Island in the Streams chantée au profit de l'organisation caritative Comic Relief. En juillet 2010, Tom Jones apparaît dans l'avant-dernier épisode de Friday Nigh avec Jonathan Ross. Il y interprète une chanson intitulée Burning Hell.
Le 31 juillet 2010, il devient à Monaco le chanteur le mieux payé au monde pour un concert, avec un cachet de 3,74 millions d'euros, dont une grande partie sera reversée par le chanteur à diverses œuvres caritatives[réf. souhaitée]. Il est fait chevalier le 31 décembre 2005. Au mois d'août 2010, Praise & Blame est classé en deuxième position dans les charts britanniques. Le 9 mai 2011 sort l'album de reprises de chansons blues Let Them Talk de Hugh Laurie, où Tom Jones interprète la chanson Baby Please Make a Change (reprise des Mississippi Sheiks).
Le 19 mars 2012, Tom Jones collabore avec Jack White, ancien membre des White Stripes, sur la reprise de Evil chantée originellement par Howlin' Wolf. En mars 2012, Tom Jones devient coach dans l'émission télévisée The Voice UK, aux côtés de Jessie J, Danny O'Donoghue de The Script et will.i.am. Il quitte brièvement le rôle lors de la saison 5 (2016).
En avril 2021, Tom Jones présente pour ses 81 ans un nouvel album Surrounded by time, coproduit par Ethan Johns et Mark Woodward. Outre « des titres qui ont marqué l'artiste tout au long de son impressionnante carrière », s'ajoute le titre inédit One More Cup of Coffee.

## Distinctions
- Knight Bachelor

## Discographie

### Albums
- Along Came Jones (1965)
- What's new pussycat ? (1965)
- A-Tom-ic Jones (1966)
- From the Heart (1966)
- Green Green Grass of Home (1966)
- Live at the Talk of the Town (1967)
- Funny Familiar Forgotten Feelings (1967)
- 13 Smash Hits (1967)
- Delilah (1968), comprenant le succès Delilah
- Help Yourself (1968)
- This Is Tom Jones (1969)
- Live at the Flamingo Las Vegas (1969)
- Tom (1970)
- I (Who Have Nothing) (1970)
- She's A Lady (1971)
- Live at Caesar’s Palace (1971)
- Close Up (1972)
- The Body and Soul of Tom Jones (1973)
- Tom Jones Greatest Hits (1973)
- Somethin' Bout You Baby I Like (1974)
- Memories Don't Leave Like People Do (1975)
- Tom Jones Sings 24 Great Standards (1976)
- Love machine (1976)
- Say You'll Stay Until Tomorrow (1977)
- What A Night (1978)
- Do You Take This Man (1979)
- Rescue Me (1979)
- Darlin' (1981)
- Tom Jones Country (1982)
- Don't Let Our Dreams Die Young (1983)
- Love is on the radio (1984)
- Tender loving care (1985)
- Matador - The Musical Life of El Cordobes (1987)
- It's Not Unusual (1987)
- At This Moment (1989)
- Carrying A Torch (1991)
- The Lead And How To Swing It (1994)
- From The Vaults (1998)
- Reload (1999)
- Ain't That A Lot Of Love (1999)
- Age Of Reason (2000)
- Tom Jones Has Got The Feeling (2001)
- Mr. Jones (2002)
- Greatest Hits (2003)
- The Definitive Tom Jones 1964-2002 (2003)
- Tom Jones and Jools Holland (2004)
- Together In Concert (2005)
- Stoned in Love feat Chicane (single) (2006)
- 24 Hours (2008)
- Praise & Blame (2010)
- Baby please make a change (2011)
- Spirit in the Room (2012)
- Long Lost Suitcase (2015)
- Surrounded By Time (2021)

## Filmographie

### Télévision
- 1979 : Pleasure Cove de Bruce Bilson : Raymond Gordon
- 1984 : L'Île fantastique : Jack Palmer (saison 7, épisode Dick Turpin)
- 1991 : The Ghosts of Oxford Street de Malcolm McLaren : Gordon Selfridge
- 1992 : Les Simpson (série animée) : lui-même (voix) (saison 4, épisode Marge a trouvé un boulot)
- 1993 : Le Prince de Bel-Air : l'ange gardien  (saison 3, épisode 18)
- 2003 : Duck Dodgers (série animée) : lui-même (voix) (épisode 12)

### Cinéma
- 1994 : Silk n' Sabotage de Joe Cauley : un photographe
- 1997 : Mars Attacks! de Tim Burton : lui-même
- 1999 : Agnes Browne d'Anjelica Huston : lui-même